# Burkut, Verhovîna
Burkut (în ucraineană Буркут) este un sat în comuna Zelene din raionul Verhovîna, regiunea Ivano-Frankivsk, Ucraina.

## Demografie
Componența lingvistică a localității Burkut
     Ucraineană (100%)
Conform recensământului din 2001, toată populația localității Burkut era vorbitoare de ucraineană (100%).